# Archidiecezja Mariany

Regional CNBB Leste 2.

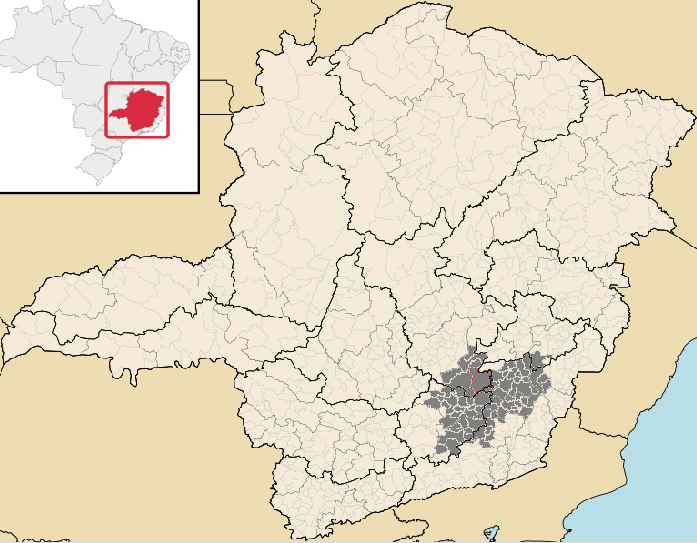
Archidiecezja Mariana.

Archidiecezja Mariana (łac. Archidioecesis Marianensis) – archidiecezja Kościoła rzymskokatolickiego w Brazylii. Należy do metropolii Mariany, wchodzi w skład regionu kościelnego Leste II. Została erygowana przez papieża Benedykta XIV bullą Candor lucis aeternae w dniu 6 grudnia 1745.
1 maja 1906 papież Pius X utworzył metropolię Mariany podnosząc diecezję do rangi archidiecezji.